# Henri Suso
Pour les articles homonymes, voir Saint Henri.
Henri Suso (dit Amandus dans ses écrits, et en allemand Heinrich Seuse), né vers 1296 à Constance ou  Überlingen et mort le 25 janvier 1366 à Ulm, est un religieux prêtre dominicain catholique du XIVe siècle connu pour avoir répandu la mystique rhénane de Maître Eckhart avec Jean Tauler, son autre disciple.

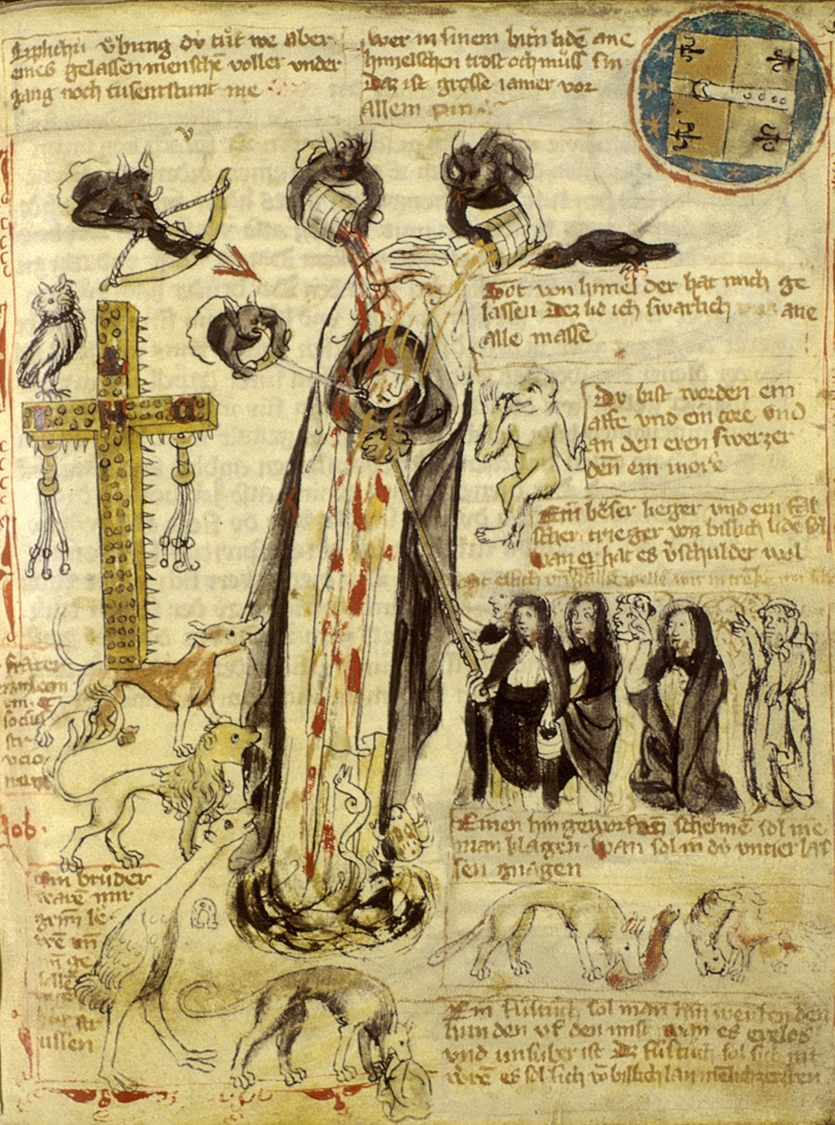
Vie du bienheureux Suso ms 2929 Strasbourg f 119

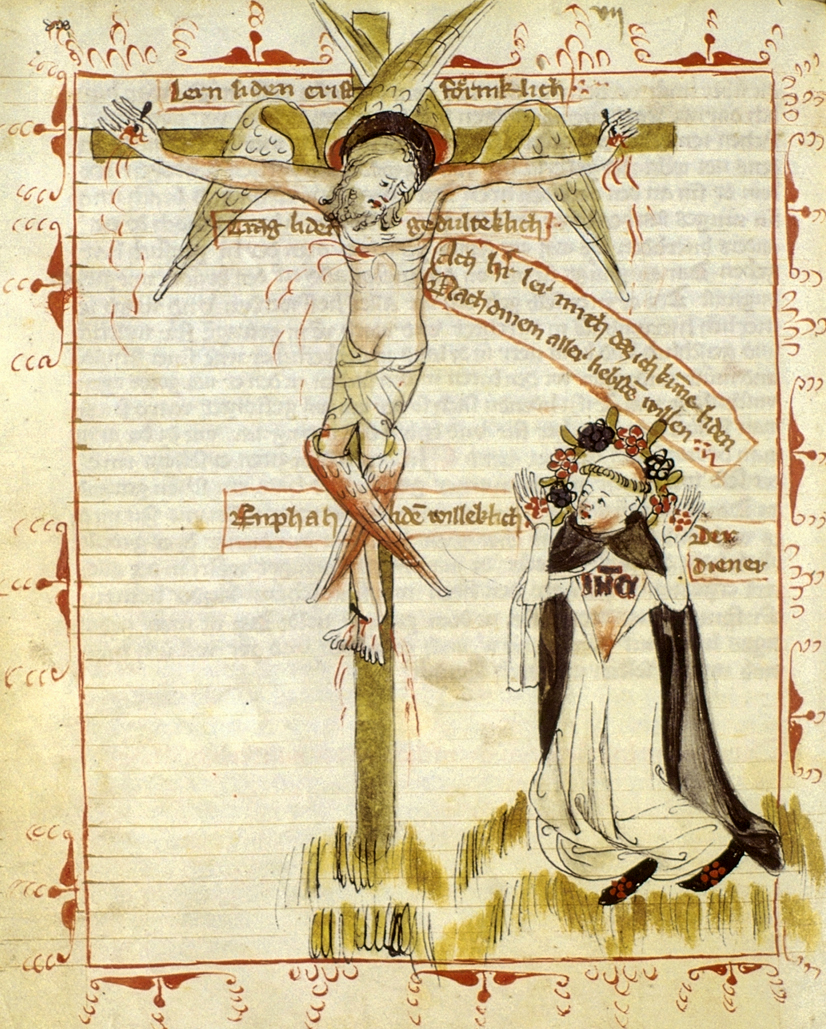
Vie du bienheureux Suso ms 2929 Strasbourg f 136

Proclamé bienheureux le 22 avril 1831, il est liturgiquement célébré le 25 janvier de chaque année.

## Biographie

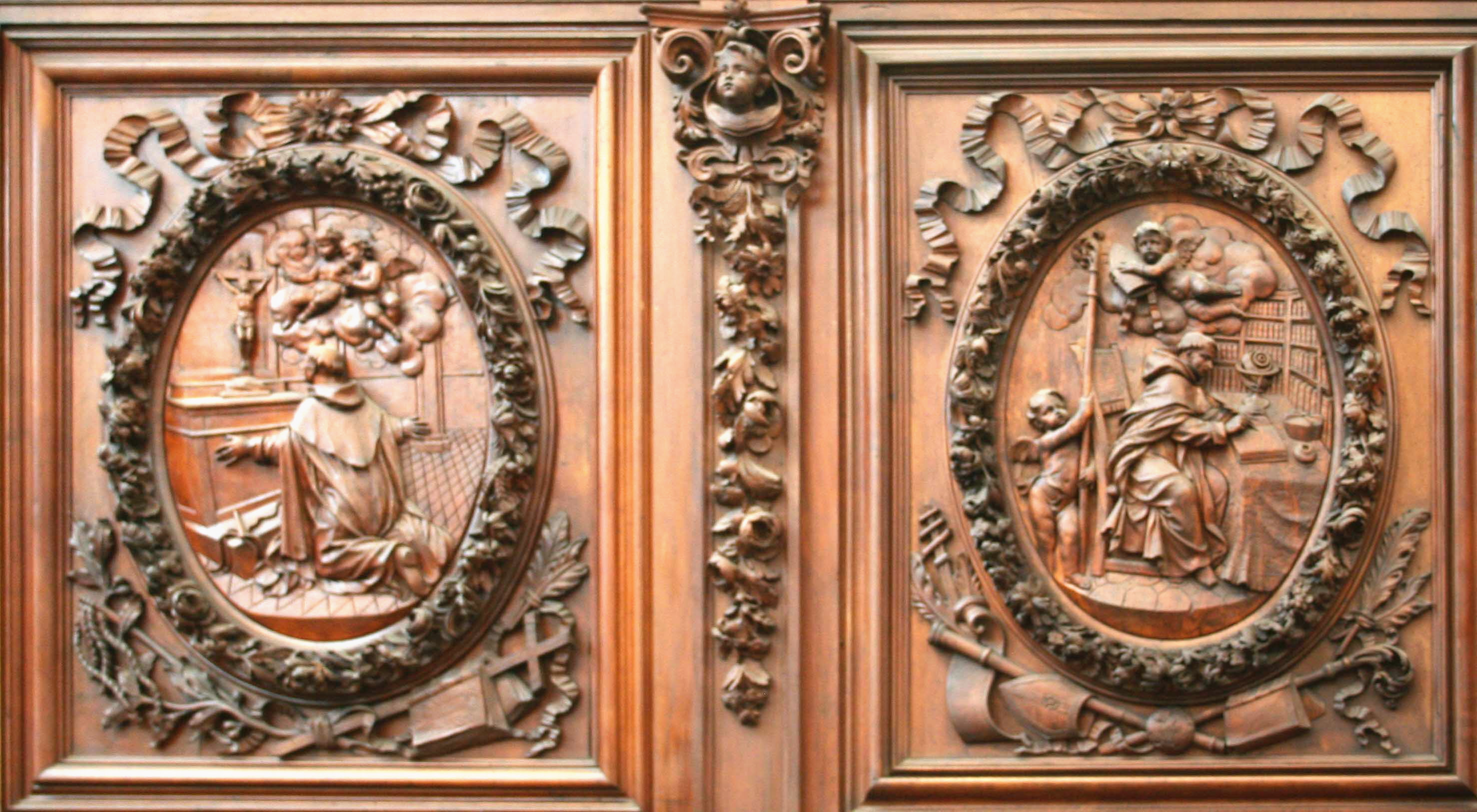
Sur le panneau de gauche, Henri Suso. Basilique Sainte Marie-Madeleine de Saint-Maximin.

Henrich von Berg est né vers 1296 au bord du lac de Constance d'un père violent et mondain et d'une mère douce et pieuse. Il est entré chez les dominicains de Constance à l'âge de 13 ans, prenant alors comme nom le nom de famille de sa mère, Suso. Il y vivait d'une manière plutôt relâchée jusqu'à l'âge de 18 ans, où il eut une vision qui l'amena à se convertir. Il se livra alors à de très grandes austérités, si bien qu'il frôla la mort à 40 ans. À cette époque, alors qu'il voyait un chien jouer avec un bout de tissu, il vit un signe de la Providence l'appelant à vivre des pénitences non plus extérieures mais intérieures. Alors il jeta les instruments dont il se servait pour s'infliger cette autre disposition ascétique.
Il fut envoyé à Cologne en 1323, où il suivit avec avidité l'enseignement de Maître Eckart, dont il appréciait particulièrement la théologie apophatique (dite négative). Il fut extrêmement choqué que 28 thèses de son maître spirituel fussent condamnées par une bulle papale. Il rédigea donc un Petit Livre de la Vérité pour sa défense, mais cela lui valut des ennuis avec les autorités ecclésiastiques. Il écrivit ensuite le Livre de l'éternelle Sagesse, qui lui valut aussi des démêlés avec son Ordre. On lui doit également des esquisses graphiques qui avaient pour but de symboliser la relation de l'âme avec Dieu, elles sont regroupées dans une compilation appelée L'Exemplar. Henri Suso meurt le 25 janvier 1366, à l'âge de 70 ans. Sa vie a été écrite par sa fille spirituelle Elsbeth Stagel, religieuse au couvent de Töss en Suisse.

## Spiritualité
Henri Suso apparaît comme l'une des principales figures de la spiritualité de la fin du Moyen Âge, dans le courant de la mystique rhénane. Fondée sur une théologie thomiste, sa spiritualité exalte le retrait progressif du monde sensible et la contemplation du Christ au travers de ses perfections et de ses souffrances. Il aimait à s'appeler le Serviteur de la Sagesse éternelle, et son Horloge de la Sagesse est le livre le plus lu en Allemagne au XVe siècle et au XVIe siècle, devant l'Imitation de Jésus-Christ. Au XXe siècle, il est cité par le pape Pie XII dans son Encyclique Haurietis aquas.

## Postérité
En Allemagne, son pays d'origine, le lycée de Constance fondé en 1604 porte son nom, de même qu'une église consacrée en 1956 à Ulm, appelée Sainte-Marie-Suso. Une société des amis d'Henri Suso a également été formée en 2007 à Überlingen.

## Représentation dans l'iconographie
Grand pénitent, il est quasiment toujours représenté en train de s'infliger des mortifications. On peut le voir ainsi gravant au couteau les initiales IHS sur sa poitrine, selon un épisode célèbre de sa vie.

## Œuvre

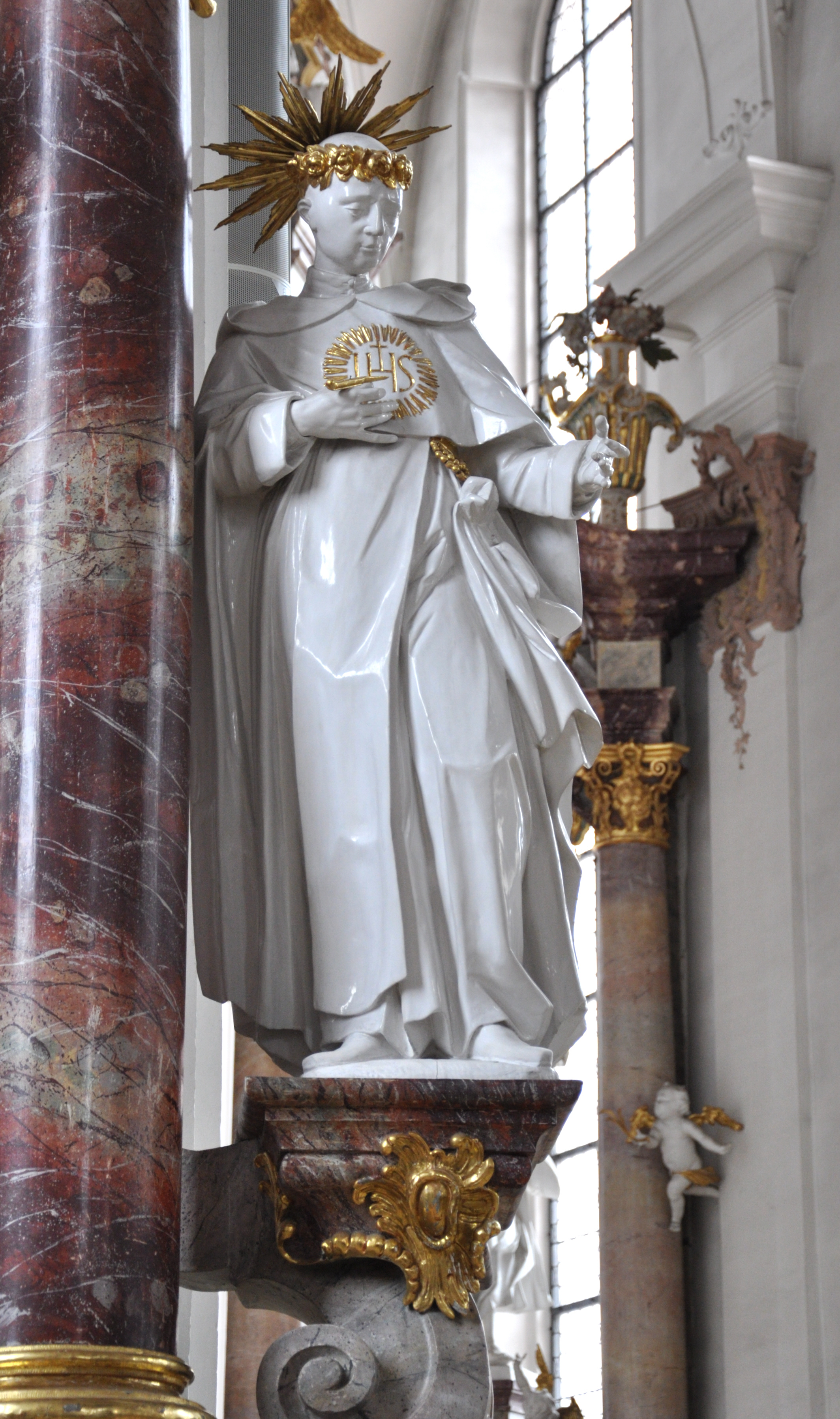
statue d'Henri Suso, dans l'église des dominicains de Rottweil

### Écrits
- L'Horloge de la Sagesse, traduit aussi par Petit Livre de la Sagesse éternelle 
 Codex numérisé sur Somni de la collection du duc de Calabre
- Petit Livre de la Vérité
- Petit Livre des Lettres
- Exemplar (compilation avec des enluminures)
- Livre de la Vie (Vita)

### Éditions modernes
- Bienheureux Henri Suso. Le Chemin de la Croix, adapté par Renée Zeller, Éditions de la Vie spirituelle, 1924, In-16°, 31 p.
- Le Bienheureux Henri Suso (œuvres traduites par Jeanne Ancelet-Hustache), Aubier, Paris, 1943, collection : Maîtres de la spiritualité chrétienne, 573 p.
- Le Plus haut abandon, Éditions Arfuyen, Paris, 1991, 63 p.
- Œuvres complètes, Éditions du Seuil, Paris, 1977, 558 p.
- Petit Livre de la Vérité, Éditions Belin, Paris, 2002, 124 p.
- Tel un Aigle : Initiation à la vie spirituelle, Éditions Payot et Rivages, 2004, 108 p.